# Cheiroglossa malgassica
Cheiroglossa malgassica är en låsbräkenväxtart som först beskrevs av C. Chr., och fick sitt nu gällande namn av Pichi-serm. Cheiroglossa malgassica ingår i släktet Cheiroglossa och familjen låsbräkenväxter. Inga underarter finns listade i Catalogue of Life.